# Goldbach Museum Ergoldsbach
Das Goldbach Museum Ergoldsbach (vormals Heimatmuseum Ergoldsbach) ist ein von der Marktgemeinde getragenes Heimatmuseum in Ergoldsbach im Landkreis Landshut.

## Geschichte
Das Heimatmuseum wurde 1978 auf Initiative des Heimatpflegers Helmut Siegl im Keller des Rathauses von Ergoldsbach eingerichtet. Der erste Gegenstand war eine Pickelhaube. Sammlungsbedingt wurden aus den ursprünglich vier Räumen im Laufe der Jahre elf Räume. Für die Pflege und Inventarisierung der Objekte und für den Betrieb des Museums ist neben dem Heimatpfleger der im Juni 2021 gegründete Verein Goldbach Museum e.V. zuständig.
Seit 2018 liefen die Planungen für einen Umzug der Ausstellung in den sogenannten Stiegler-Bauernhof in der Rosemeyerstraße. Dort wurde das Heimatmuseum nach umfangreichen Umbau- und Sanierungsmaßnahmen als Goldbach Museum wiedereröffnet.
Im Jahr 2025 wurde das Goldbach Museum Ergoldsbach in der Kategorie ehrenamtlich geführtes Museum mit dem Bayerischen Museumspreis ausgezeichnet.
Das Museum hat nicht regelmäßig geöffnet, der Besuch ist nach vorheriger Vereinbarung möglich. Teilweise wird auch zu speziellen Anlässen, wie Markttagen, geöffnet.

## Alte Ausstellung
Das Heimatmuseum umfasst ca. 2000 Gegenstände der Ortsgeschichte sowie ein umfangreiches Bildarchiv. Das Spektrum reicht von Trachten, Hausrat, landwirtschaftlichen und handwerklichen Geräten bis hin zu prähistorischen Funden. Die Gegenstände sind teils in Vitrinen ausgestellt, teils offen in den Raum gestellt. Anfassen ist erlaubt, damit ein Bezug zu den Objekten hergestellt werden kann.
Die Exponate wurden nach Themenkreisen in den folgenden Räumen untergebracht:
- Raum 1: Hier sind Objekte von Küchen (Kuchl) und Geschirr (Hafern) zu finden.
- Raum 2: Exponate aus Landwirtschaft, Handwerk und Gewerbe (z. B. Brauerei) sind ausgestellt.

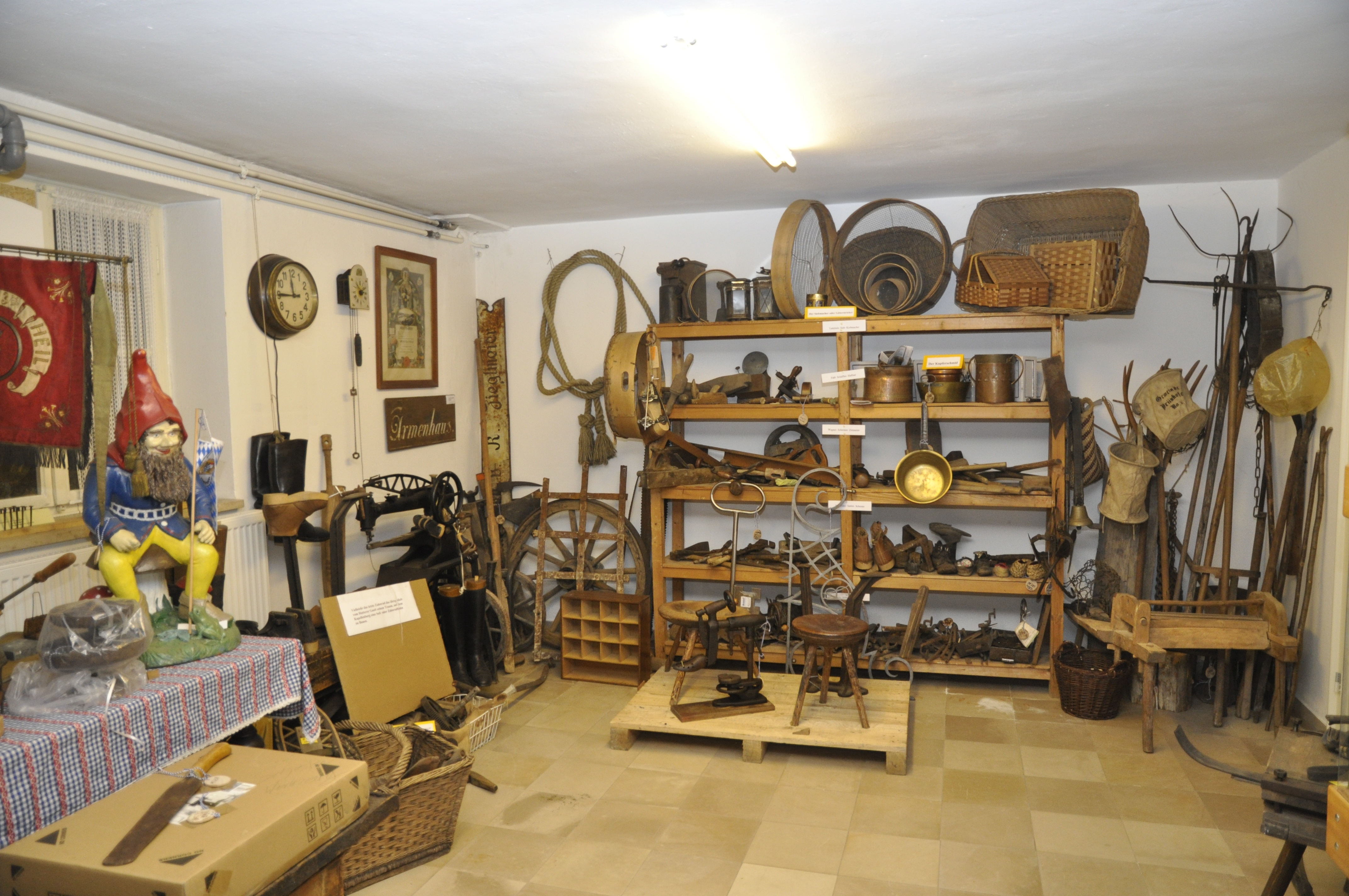

- Raum 3: Hier befinden sich Dokumente und Kleidung (Trachten) von Vertriebenen aus Schlesien und dem Sudetenland.
- Raum 4: Objekte der Zeitgeschichte, Gegenstände aus Apotheken, von Fotografen, Friseuren, Hebammen, Musikinstrumentenbauern und Zahnärzten.
- Raum 5: Die Geschichte des Ersten und Zweiten Weltkrieges
- Raum 6: Depot
- Raum 7: Glaube und Tradition, kirchliches und religiöses Geschehen, Volksfrömmigkeit
- Raum 8: Depot
- Raum 9: Kinderzimmer unserer Großeltern; Kinderwagen, Puppenküchen, Puppenstube und Spielzeug
- Raum 10: Hauptgang; Dokumente, Urkunden, Bilder und Fotos der Geschichte Ergoldsbach werden gezeigt.
- Raum 11: Prähistorische Funde bei Ausgrabungen: Produkte der Dachziegelwerke Ergoldsbach aus Lehm

In den Räumen verteilt befanden sich außerdem Objekte von Vereinen und Schulen sowie Fahnen. Auch das etwa 250 Jahre alte, restaurierte Uhrwerk aus dem Turm der Pfarrkirche St. Peter und Paul gehört zu den Exponaten.